# Roger Raveelmuseum
Het Roger Raveel Museum is een museum in de tot de Oost-Vlaamse gemeente Zulte behorende plaats Machelen, gelegen aan Gildestraat 2-8.
Het museum is gewijd aan het leven en werk van kunstenaar Roger Raveel, dat zich bevindt in een strak wit modern gebouw, ontworpen door Stéphane Beel. De collectie bestaat uit ruim 300 schilderijen, waaronder een aantal waarop zijn vrouw Zulma De Nijs staat afgebeeld, 550 tekeningen en een aantal sculpturen. Ook zijn er drie kleurige palen, de palen van het onbeperkte, die sinds 2011 op steeds een andere plaats in Machelen te vinden zijn.